# 阿勒普达尔罕
阿勒普达尔罕(?-?)，是一位公元700年反阿拉伯入侵战争的可萨汗国將軍。他名字可能是头衔。在古突厥文中阿勒普是解英雄，答剌罕解自由自在。也可解作勝利的將軍。